# Chandigarh (unieterritorium)
Chandigarh (Punjabi: ਚੰਡੀਗੜ੍ਹ, Hindi: चंडीगढ) is een unieterritorium van India. Het ligt in het noorden van het land, tussen de staten Punjab en Haryana. De enige stad is het gelijknamige Chandigarh, dat zowel de hoofdstad van Punjab als van Haryana is. Het unieterritorium is 114 km² groot.